# Манток, Мэделин
 Мэ́делин Ма́нток  (англ. Madeleine Mantock; род. 26 мая 1990, Ноттингем, Англия) — английская актриса.

## Биография
Манток родилась в Ноттингеме, Англия. В 2011 году она окончила школу искусств в Лондоне. Ещё учась в колледже, Мадлен дебютировала на телевидении в 2011 году с ролью в сериале «Катастрофа». С 2013 по 2014 год снималась в сериале «Люди будущего». В 2014 году она снялась в фильме «Грань будущего».
С 2015 по 2017 год снималась в сериале «В пустыне смерти».
С 2018 по 2021 год снималась в сериале «Зачарованные». В июле 2021 года стало известно что актриса покинула сериал после третьего сезона.

## Фильмография
| Год       |   | Русское название         | Оригинальное название          | Роль            |
| --------- | - | ------------------------ | ------------------------------ | --------------- |
| 2011—2012 | с | Катастрофа               | Casualty                       | Скарлетт Конвей |
| 2013      | с | Смешные люди Ли Нельсона | Lee Nelson's Well Funny People | мисс Саммерс    |
| 2013—2014 | с | Люди будущего            | The Tomorrow People            | Астрид Финч     |
| 2014      | ф | Грань будущего           | Edge of Tomorrow               | Джули           |
| 2015—2017 | с | В пустыне смерти         | Into the Badlands              | Вейл            |
| 2016      | ф | Истина комиссара         | The Truth Commissioner         | Лора            |
| 2018      | ф | Ломая Бруклин            | Breaking Brooklyn              | Фейт Брайант    |
| 2018      | с | Возраст против красоты   | Age Before Beauty              | Лорелей Бэйли   |
| 2018      | с | Длинная песня            | The Long Song                  | мисс Клара      |
| 2018—2021 | с | Зачарованные             | Charmed                        | Мэйси Вон       |